# Association of Community Organizations for Reform Now
Association of Community Organizations for Reform Now (ACORN) var en paraplyorganisation för civilsamhällsbaserade hjälporganisationer i USA grundad år 1970. ACORN hade vid nedläggningen 2009 över 400 000 medlemmar i 100 städer runtom i USA.

## Historia
ACORN grundades år 1970 av Wade Rathke, aktivist från National Welfare Rights Organization som förespråkade fattiga kvinnors och barns rättigheter. Tillsammans med bland andra Gary Delgado och George Wiley organiserades tidigt kampanjer för att samla ihop kläder och andra förnödenheter till arbetslösa och andra fattiga i delstaten Arkansas och så småningom bildades Arkansas Community Organizations for Reform Now (senare ACORN). Man kämpade bland annat för fattiga arbetarfamiljers och Vietnamveteraners rättigheter, möjligheten för fattiga att få akutsjukvård och för fattiga barn att få skollunch. ACORN växte under 1970-talets gång och riktade under presidentvalet 1980 budskap till både Demokraternas och Republikanernas kandidater. Eftersom ACORN:s arbete med frågor som rörde de fattiga stod närmre Demokraternas ståndpunkter växte emellertid fientligheten från olika högerpolitiska grupper i USA.

### Politisk smutskastning 2008–2009
Med tiden blev Republikanska partiets förespråkare och medlemmar allt mer ihärdiga i sin kritik av ACORN, som anklagades för diverse brott och konspirationer, inte minst för att genom nationellt valfusk ha gett Barack Obama segern i 2008 års presidentval och för att bära skulden för bolånekrisen i USA 2007–2008.
I september 2009 släpptes videor som filmats med en dold kamera av två konservativa aktivister som visade hur ACORN-anställda gav dem råd om hur man döljer prostitution, skattefusk och människosmuggling. Inspelningarna publicerades därefter i högersinnad media, bland andra tv-kanalen Fox News, vilket ledde till en rikstäckande kontrovers där framstående demokrater tvingades ta avstånd från ACORN och republikanska politiker anklagade Demokratiska partiet för korruption. Kort därpå röstades en lag igenom i USA:s kongress som avbröt all federal finansiering till organisationen. Videoinspelningarna visade sig i december samma år efter en formell undersökning vara genomgående manipulerade av de två aktivisterna och alla misstankar mot de berörda ACORN-anställda om brottslig verksamhet avskrevs. Lagen upprätthölls i domstol trots stämningsförsök och under 2010 började ACORN steg för steg att lägga ner sina verksamheter runtom i USA. Den 2 november 2010 lades ACORN ned på grund av förestående konkurs.

## Verksamhet

### Bostadsfrågor och kamp mot bedrägerier
ACORN arbetade med frågor som rörde låg- och medelinkomstfamiljer i USA, bland annat att skapa grannskapssäkerhet, bedriva väljarregistrering, arbeta för billig sjukvård, rättvisa lånevillkor och bostäder till rimliga kostnader för fattiga samt andra sociala frågor. Man tryckte bland annat på för lagstiftning mot bedrägeriverksamhet riktad mot fattiga och utsatta amerikaner, till exempel bedrägliga lån. Man gav även rådgivning till personer som utsattes för bedrägerier i samband med att banker krävde utmätning av skuldsatta amerikaners bostäder. Man lobbade även för byggnadsprojekt som skulle gynna fattiga och medelinkomstfamiljer runtom i USA och ville se ökat stöd till hemägare som riskerade skuldsättning. ACORN hjälpte även till att driva igenom lokala lagar i bland annat Chicago och New York som stipulerade att företag som gjorde affärer med kommunen skulle ge sina anställda löner som inte underskred existensminimum. Efter orkanen Katrina samarbetade ACORN officiellt med staden New Orleans i arbetet med återuppbyggnad av förstörda bostäder.

### Väljarregistrering
Sedan 1980-talet genomförde ACORN storskalig väljarregistrering, det vill säga att få annars omotiverade röstberättigade amerikaner att ta sig till valurnorna och rösta. Fokus var fattiga och minoritetsgrupper, grupper som i större utsträckning än andra i USA brukar ha ett mycket lågt valdeltagande. Detta irriterade den politiska högern i landet och anklagelser om systematiskt, storskaligt röstfusk riktades flera gånger mot organisationen. Medan inget sådant någonsin bevisades förekom enskilda fall av felaktigheter i samband med registrering av väljare under åren, som skapade stora rubriker i media.
Utöver aktiv väljarregistrering har ACORN kämpat mot fortsatta begränsningar, både i lagstiftning och genom administrativa direktiv i enskilda delstater, för röstberättigade att registrera sig inför politiska val. Bland annat tog man en hög tjänsteman i Ohio, Ken Blackwell, till domstol för anklagelser om brott mot lagen National Voter Registration Act of 1993.